# حبيب الله منطقي
حبيب الله منطقي (23 أكتوبر 1923 - 15 ديسمبر 1979) شاعر إيراني.

## سيرته
ولد حبيب الله بن عزت الله منطقي (كان من رجال الأعمال مشهورين في بلده) يوم 23 أكتوبر 1923/ 12 ربيع الأول 1342 في مدينة زنجان وتعلم بها علوم الأدب في مدرسة فصاحتي ثم تدرس في بلده. كان موظف لدائرة الإحصاءات العامة من 1945 حتى 1965. وتشمل أعماله من الشعر الفارسي والتركي. 

وصف منطقي بـ«رجل جليل، منعزل و دقيق» ونظم أكثر من أربعة آلاف أبيات بالفارسية والتركية.

توفي يوم 15 ديسمبر 1979/ 25 محرم 1400 في زنجان.

## مؤلفاته
- ديوان اشعاره: بالفارسية.
- نخلستان: ديوان اشعاره بالتركية.